# Rana huanrensis
Rana huanrenensis
Espèce
Statut de conservation UICN

 LC  : Préoccupation mineure
Rana huanrensis est une espèce d'amphibiens de la famille des Ranidae.

## Répartition
Cette espèce se rencontre à environ 520 m d'altitude :
- en République populaire de Chine dans les provinces du Liaoning et du Jilin ;
- en Corée du Nord.

## Description
Rana huanrensis peut mesurer jusqu'à 53 mm pour les mâles et 59 mm pour les femelles. Les mâles présentent des membres plus allongés. La coloration générale de l'espèce varie entre le grisâtre et le brun-olivâtre avec, ou non, la présence de taches sombres. Le ventre du mâle est de couleur gris-jaunâtre avec de petites taches noires recouvrant la gorge et la poitrine. Les femelles présentent ces mêmes motifs et, en période de reproduction, leur ventre est de couleur jaune-vert. Comparativement, Rana dybowskii s'en distingue par un ventre blanc laiteux chez le mâle et des taches rougeâtres sur la gorge et la poitrine de la femelle.

## Lien de parenté
Rana huanrensis présente des similitudes avec Rana dybowskii, toutefois elle s'en distingue par une coloration ventrale différente et par l'absence de sac vocaux.

## Étymologie
Son nom d'espèce, composé de huanr[en] et du suffixe latin -ensis, « qui vit dans, qui habite », lui a été donné en référence au lieu de sa découverte, le xian de Huanren, dans la province du Liaoning.

## Publication originale
- Fei, Ye & Huang, 1990 : Key to Chinese Amphibians. Chongqing, China, Publishing House for Scientific and Technological Literature, p. 1-364.